# 殷桃
殷桃（1979年12月6日—），中国大陆女演员，电视剧視后大满贯得主。先后荣获金鹰奖、飞天奖、白玉兰奖。

## 生平
1979年出生于四川省重庆市沙坪坝区，父亲是一名文艺兵。1996年，殷桃考入重庆艺术学校影视话剧班，1999年考入解放军艺术学院戏剧系，2003年毕业。中国人民解放军空军政治部电视艺术中心演员，国家话剧院演员。2002年，凭借话剧《我在天堂等你》获得第五届中国话剧金狮奖表演奖，第八届中国戏剧节曹禺戏剧奖优秀表演奖，第十五届上海白玉兰奖优秀女主角奖。2003年出演电视剧《历史的天空》。2004年，凭借电视剧《搭错车》中阿美一角入围金鹰奖优秀女演员。2006年，主演电视剧《幸福像花儿一样》大梅一角赢得广泛关注。2009年，主演尤小刚导演的电视剧《杨贵妃秘史》。2011年，在电视剧《武则天秘史》中饰演青年武则天。2013年，凭借电视剧《温州一家人》，《延安爱情》获第29届飞天奖优秀女演员奖。2014年，主演中国版话剧《罗密欧与朱丽叶》。2017年，凭借《鸡毛飞上天》里骆玉珠一角获得第23届上海电视节白玉兰奖最佳女演员，成为中国表演史上第三位飞天、金鹰和白玉兰全满贯視后。
2020年担任第26届上海电视节电视剧类别中国电视剧单元评委。

## 爱情和婚姻
2004年，殷桃和重庆市一家通信公司总经理沈俊成结婚，次年离婚。2009年，殷桃拍摄《杨贵妃秘史》时遇到富商孙东海，2010年两人分手。殷桃和李光洁拍摄话剧《罗密欧与朱丽叶》时相恋，之后分手。2015年，殷桃经人介绍认识了足球运动员李金羽，两人在2017年分手。2019年3月，殷桃的朋友黄小蕾给她介绍了男演员赵达，2020年10月两人分手。

## 影视作品

### 电视剧
| 首播年份 | 剧名              | 角色              | 备注           |
| 1996年   | 女人三十          | 萍萍              |                |
| 1999年   | 空了吹            | 丹丹              |                |
| 2002年   | 寡妇堤            | 铜草              |                |
| 2002年   | 围屋里的女人      | 豆苗              | [ 6 ]          |
| 2003年   | 历史的天空        | 东方闻英          | [ 7 ]          |
| 2003年   | 红色娘子军        | 吴琼花            | [ 8 ]          |
| 2004年   | 搭错车            | 阿美              | [ 9 ]          |
| 2005年   | 局中局            | 陆岚岚            | [ 10 ]         |
| 2005年   | 幸福像花儿一样    | 大梅              | [ 11 ]         |
| 2005年   | 垂直打击          | 谷晓楠            | [ 12 ]         |
| 2005年   | 真情年代          | 范小洁            | [ 13 ]         |
| 2006年   | 女人一辈子        | 陶小桃            | [ 14 ]         |
| 2006年   | 狼烟              | 赵楚楚            | [ 15 ]         |
| 2006年   | 新昨夜星辰        | 阿香              | [ 16 ]         |
| 2006年   | 爱了散了          | 董晓晗            | [ 17 ]         |
| 2006年   | 桃花灿烂          | 水香              | [ 18 ]         |
| 2007年   | 大珍珠            | 白永芸（珍珠）    | [ 19 ]         |
| 2007年   | 卫生队的故事      | 殷护士            | [ 20 ]         |
| 2007年   | 警察故事          | 常佳              | [ 21 ]         |
| 2008年   | 在那遥远的地方    | 袁鹰              | [ 22 ]         |
| 2008年   | 高地              | 杨桃              | [ 23 ]         |
| 2008年   | 望族              | 王雨秋            | [ 24 ]         |
| 2008年   | 东方红1949        | 谷正藩、谷正涵    | [ 25 ]         |
| 2009年   | 杨贵妃秘史        | 杨玉环            | [ 26 ]         |
| 2009年   | 鹰隼大队          | 江婧超            | [ 27 ]         |
| 2010年   | 蒼穹之昴          | 张夫人            | [ 28 ]         |
| 2011年   | 延安爱情          | 苏贞              | [ 29 ]         |
| 2011年   | 武则天秘史        | 武则天            | 武则天少年时期 |
| 2011年   | 我和老妈一起嫁    | 张十河            | [ 31 ]         |
| 2012年   | 时尚女编辑        | 程昕              | [ 32 ]         |
| 2012年   | 战地花开          | 段思琪            | 客串           |
| 2012年   | 溫州一家人        | 周阿雨            | [ 34 ]         |
| 2012年   | 皇粮胡同19號      | 觀月涼子          | [ 35 ]         |
| 2013年   | 大学生士兵的故事2 | 殷助理            | [ 36 ]         |
| 2013年   | 无贼              | 乔安娜            | [ 37 ]         |
| 2014年   | 结婚前规则        | 郭靖              | 客串           |
| 2014年   | 假如幸福来临      | 叶百合            | [ 39 ]         |
| 2015年   | 大道通天          | 曹媛媛            | [ 40 ]         |
| 2015年   | 我为儿孙当北漂    | 田蓓蕾            | [ 41 ]         |
| 2015年   | 酷爸俏妈          | 赵所长            | 客串           |
| 2015年   | 大宋传奇之赵匡胤  | 王月虹 / 花蕊夫人 | [ 42 ]         |
| 2015年   | 生死血符          | 宋美龄            | [ 43 ]         |
| 2015年   | 白云飘飘的年代    | 川岛香奈          | [ 44 ]         |
| 2016年   | 饮食男女          | 艾妞妞            | 客串           |
| 2016年   | 人民检察官        | 夏静茹            | [ 46 ]         |
| 2017年   | 鸡毛飞上天        | 骆玉珠            | [ 47 ]         |
| 2018年   | 爱情的边疆        | 文艺秋            | [ 48 ]         |
| 2018年   | 你迟到的许多年    | 莫莉              | [ 49 ]         |
| 2021年   | 正青春            | 林睿              | [ 50 ]         |
| 2021年   | 爱的理想生活      | 温如雪            |                |
| 2022年   | 幸福二重奏        | 廖莎              |                |
| 2022年   | 人世间            | 鄭娟              |                |
| 2023年   | 耀眼的你啊        | 康子由            |                |
| 2024年   | 小夫妻            | 车莉              |                |
| 2024年   | 凡人歌            | 沈琳              |                |

### 电影
| 上映年份 | 电影名         | 角色       | 备注   |
| 2004年   | 红飘带         | 鍾珊珊     | [ 51 ] |
| 2005年   | 網路少年       | 索拉拉     | [ 52 ] |
| 2012年   | 今天明天       | 夏娜       | 配音   |
| 2013年   | 警察故事2013   | 蘭蘭       | [ 54 ] |
| 2017年   | 临时演员       | 陆一静     | [ 55 ] |
| 2017年   | 不成问题的问题 | 尤太太     | [ 56 ] |
| 2018年   | 那些女人       | 惠姑娘     | [ 57 ] |
| 2021年   | 阳光姐妹淘     | 成年张丽君 |        |
| 2021年   | 1921           | 文素勤     |        |
| 2022年   | 万里归途       | 白婳       |        |
| 2025年   | 浪浪人生       |            |        |

### 话剧
| 年份   | 话剧名称       | 角色       | 导演   | 备注                                                |
| 2003年 | 我在天堂等你   | 青年白雪梅 | 黄定山 | 解放军艺术学院                                      |
| 2009年 | 雷霆玫瑰       | 赵玫       | 王向明 | 第九届全军文艺汇演空政电视艺术中心演出              |
| 2010年 | 四世同堂       | 冠招弟     | 田沁鑫 | 首先亮相台北中山纪念馆 此后作为国话新剧场的驻演剧目 |
| 2011年 | 起飞           | 齐灵燕     | 王向明 | 空政话剧团出演话剧                                  |
| 2014年 | 罗密欧与朱丽叶 | 朱丽叶     | 田沁鑫 | 莎翁诞辰450周年纪念演出                             |

### MV
2011年 久保田利伸- 《声にできない》

## 所获奖项
- 2002年 因在毕业大戏《我在天堂等你》中的出色表演获得诸多话剧表演奖项。包括十二届文华大奖表演奖、第五届中国话剧金狮奖表演奖、第八届中国戏剧节曹禺戏剧奖优秀表演奖、第十五届上海白玉兰戏剧表演艺术奖女主角奖、2002年全军新剧目展演、个人表演二等奖；此剧获五个一工程奖，本人因获国家大奖荣立三等功。
- 2005年 凭借电视剧《幸福像花儿一样》和《红色娘子军》两部电视剧《南方盛典》获年度最受欢迎女演员奖。
- 2006年 因主演《搭错车》获得第二届电视剧风云榜最具潜质新人奖
- 2006年 因主演《搭错车》获得第二十三届金鹰电视节优秀女演员奖
- 2007年 因《幸福像花儿一样》 获2007年飞天奖最佳女主角提名。该片获“飞天奖”三等奖。
- 2007年 获得“精品购物指南15年电视剧经典艺人”大奖。
- 2007年 被中国法学会反对家庭暴力网授予“反对家庭暴力白丝带使者”称号
- 2008年 因出演《女人一辈子》中“陶小桃”一角，获得获第十四届上海电视节白玉兰奖最佳女主角提名。
- 2008年 作为北京2008年奥运会火炬手 传递地点为海南三亚
- 2009年 获第27届电视剧飞天奖突出贡献奖，《卫生队的故事》获系列电视剧一等奖
- 2010年 《我心飞翔》CCTV《春节联欢晚会》“观众最喜爱的节目”评比中获语言类二等奖。
- 2010年 因《在那遥远的地方》获第22届全军电视剧“金星奖”优秀演员奖，该剧荣获长篇电视连续剧一等奖。 注：“五个一工程奖”是中国文艺界的最高奖，殷桃有二部电视剧（《历史的天空》和《警察故事》） 一部电影（《网络少年》）一部话剧（《我在天堂等你》）获“五个一工程奖”。
- 2010年 夏季电视剧互联网盛典殷桃因《杨贵妃秘史》获“最具号召力女演员”奖
- 2010年 国剧盛典网络最受欢迎女演员(内地)奖
- 2013年 获得第29届中国电视剧飞天奖优秀女演员奖-《温州一家人》、《延安爱情》
- 2014年 第十届 全国十佳电视制片 十佳电视剧演员
- 2017年 获得第23届上海电视节白玉兰奖最佳女演员－《鸡毛飞上天》
- 2018年 入圍第29屆中國電視金鷹獎觀眾喜愛的女演員－《雞毛飛上天》
- 2022年 获得第31届金鹰奖最佳女主角-《人世间》[62]
- 2023年 入圍第28屆上海電視節白玉蘭獎最佳女主角-《人世间》
- 2024年 獲得爱奇艺尖叫之夜年度口碑演员